# Osteosclerose
Osteosclerose é o aumento anormal da densidade ósseo, devido à substituição de osso trabecular (saudável) por osso compacto, mais pesado, menos maleável e atrofiando a medula óssea. Pode ser detectada por uma radiografia simples por uma marcada opacidade. É um sintoma de muitas doenças diferentes, algumas hereditárias e outras adquiridas.

## Causas
Muitas doenças podem causar osteosclerose como sintoma, as causas adquiridas incluem:
- Doença de Legg-Calvé-Perthes
- Anemia falciforme
- Osteoartrite
- Metástase óssea secretora de matriz óssea (por exemplo de um carcinoma de mama ou próstata)
- Doença de Paget do osso
- Mielofibrose (desordem primária ou secundária a intoxicação ou malignidade)
- Osteomielite crônica
- Hipervitaminose D
- Hipoparatireoidismo
- Síndrome de Schnitzler
- Fluorose esquelética (excesso de flúor)
- Crioglobulinemia IgM Kappa monoclonal
- Hepatite C

Também pode ser sintoma de um transtorno hereditário:
- Osteopetrose neuropática infantil
- Osteopetrose infantil com acidose tubular renal
- Picnodisostose (osteopetrose acro-osteolítica)
- Osteopoiquilose (síndrome de Buschke–Ollendorff)
- Osteopatia estriada com esclerose craniana
- Displasia óssea esclerosante mista
- Displasia diafisária progressiva (doença de Camurati-Engelmann)
- Displasias ósseas esclerosantes associadas a esclerostina

## Em outros animais
A osteosclerose fisiológica pode ser encontrada em vertebrados aquáticos, em limícolas precoces, peixe-boi, lontras do mar,hipopótamos, castores, pinípedes e répteis marinhos do Mesozóico.
Ela fornece a condição que permite que alguns taxa aquáticos caminhem no fundo (hipopótamo) e outros possam manter a flutuabilidade neutra na água (peixe-boi). A análise da osteosclerose pode ser feita quantificando-se a proporção da largura da cavidade medular dividida pela largura do osso no plano médio-lateral.